# Bundesautobahn 96
De Bundesautobahn 96 (kortweg: A96) is een 172,2 kilometer lange autosnelweg, die loopt vanaf de grens met Oostenrijk nabij Lindau, via Memmingen naar München. Met de bouw van de weg werd in 1972 begonnen. Het laatste traject bij Kißlegg is op 23 november 2009 geopend.